# Vagraixí
Vagraixí (en rus: Варгаши) és un poble (un possiólok) de l'óblast de Kurgan, a Rússia, que el 2017 tenia 9.220 habitants.